# Kara no tsubomi
«Kara no Tsubomi» (殻の蕾?) es un maxisencillo publicado por la cantante de I've Sound, Mell. Fue publicado el día veintinueve de julio del 2009. Este sencillo estuvo inculído en el pack especial de CD I've Sound 10th Anniversary 「Departed to the future」que fue publicado el 25 de marzo de 2009.
La canción que ocupa la cara B del sencillo es Utsukushiku Ikitai: I've in Budokan 2009 Live Ver. Se trata de la versión en directo de su primera canción utilizada es una novela visual, cantade en Budokan en el 2009.
Este sencillo fue publicado en una edición especial de CD y DVD (GNCV-0020). The DVD will contain the Promotional Video for Kara no Tsubomi.

## Canciones
1. Kara no Tsubomi (殻の蕾?) -- 6:01
Letra: Mell
Composición: C.G mix
Arreglost: C.G mix, Takeshi Hoshino
2. Utsukushii Ikitai: I've in Budokan 2009 Live Ver. -- 5:37
Letra/Commposición/Arreglos: Kazuya Takase
3. Kara no Tsubomi (instrumental) (殻の蕾?) -- 6:00

## I've Sound 10th Anniversary 「Departed to the future」 Special CD BOX, trayectoria de ventas
| Lun | Mar | Mie | Jue | Vie | Sab | Dom | Ranking semanal | Ventas | Ventas totales |
| --- | --- | --- | --- | --- | --- | --- | --------------- | ------ | -------------- |
| --  | 21  | --  | --  | --  | --  | --  | 43              | 3,838  | 3,838          |
| --  | --  | --  | --  | --  | --  | --  | 290             | 501    | 4,339          |

## Trayectoria de ventas
| Lun | Mar | Mie | Jue | Vie | Sab | Dom | Ranking semanal | Ventas | Ventas totales |
| --- | --- | --- | --- | --- | --- | --- | --------------- | ------ | -------------- |
| -   | -   | -   | -   | -   | -   | -   | 153             | 429    | 429            |